# National Park Service
Der National Park Service (NPS, deutsch Nationalparkdienst) ist eine Bundesbehörde in den Vereinigten Staaten von Amerika im Geschäftsbereich des Innenministeriums der Vereinigten Staaten, deren Aufgabe die Verwaltung der US-Nationalparks und anderer Naturschutzgebiete und Gedenkstätten ist. Ihr obliegt die Verantwortung für über 400 Gebiete im Bundesbesitz mit kultureller, historischer oder landschaftlich herausragender Bedeutung.
Neben den 63 Nationalparks (Stand 2024) gehören weitere Liegenschaften wie Nationalmonumente, historische Parks, Gedenkstätten, Erholungsgebiete, Flüsse und Küstenabschnitte zum Verwaltungsbereich des National Park Service, die zusammen eine Fläche von über 84 Millionen Acres (340.000 km²) einnehmen.
Der größte Park ist der Wrangell-St.-Elias-Nationalpark in Alaska, der mit 13,2 Millionen Acres (53.000 km²) 16 % der von NPS verwalteten Fläche ausmacht. Die kleinste Einrichtung ist mit etwa 80 Quadratmetern das Thaddeus Kosciuszko National Memorial in Pennsylvania.

## Geschichte und Aufgaben
Mit Inkrafttreten des National Park Service Organic Act wurde der National Park Service am 25. August 1916 unter US-Präsident Woodrow Wilson als Abteilung des US-Innenministeriums gegründet; treibende Kraft war der damalige Minister Franklin Knight Lane. Die Aufgaben des National Park Service bestehen darin, die verwalteten Orte der Öffentlichkeit zugänglich zu machen und die natürliche Landschaft und Tierwelt und historische Denkmäler für künftige Generationen zu erhalten.
Dieser Gedanke wurde zuerst 1872 mit der Eröffnung des Yellowstone-Nationalparks umgesetzt. Dabei stand ursprünglich nicht der Naturschutz im Vordergrund, sondern die Aufgabe, naturbelassene Parks zur Erholung und zum Vergnügen der Bevölkerung zu schaffen. Der touristische Aspekt stand auch im Vordergrund, als in den 1930er Jahren im Rahmen des New Deal das Civilian Conservation Corps in vielen noch kaum erschlossenen Parks Straßen, Wanderwege, Campingplätze und erste Besucherzentren errichtete. Gleichzeitig rückten erste ökologische Ziele in den Vordergrund. Einflussreich war 1916 der Aufsatz Animal Life as an Asset to National Parks von Joseph Grinnell und Tracy Irwin Storer in Science, der dazu führte, dass in den US-Nationalparks erstmals Biologen eingestellt wurden, die Führungen anboten und Ausstellungen gestalteten. Auch wurde in den 1920er und 1930er Jahren die Jagd auf Raubtiere in den Nationalparks zunehmend kritisch gesehen und ihre Rolle in der Ökologie neu bewertet. 1933 wurden die bis dahin durch das Kriegsministerium als Gedenkstätten verwalteten historischen Schlachtfelder dem National Park Service unterstellt. Seitdem betreut er zunehmend mehr Einrichtungen, die aufgrund ihrer historischen Bedeutung erhalten werden.
Seit Mitte des 20. Jahrhunderts gewann neben dem Schutzgedanken auch die Bildung der Besucher nach dem im NPS entstandenen Konzept der Natur- und Kulturinterpretation immer mehr an Bedeutung. Die Mission 66 zum 50. Jubiläum des NPS stellte über neun Jahre etwas über eine Milliarde US-Dollar zur Verfügung, mit denen die Besuchereinrichtungen und -bildung ausgebaut wurde. 1978 fand die letzte grundlegende Reform statt. Seitdem gelten die Aufgaben der dauerhaften Bewahrung für künftige Generationen gleichermaßen für alle Gebiete des NPS, unabhängig vom Typ ihrer Widmung. Seit 2007 lief die Centennial Initiative in Vorbereitung auf das 100. Jubiläum des National Park Service im Jahr 2016. Sie war finanziell wesentlich geringer ausgestattet als die Mission 66 und brachte keine grundlegenden Änderungen.
Der National Park Service verwendet seit 1952 den Arrowhead als Signet. Der Sequoia-Baum und der Bison stehen für die Pflanzen- und Tierwelt der Schutzgebiete, die Berge und das Wasser für die Landschaft und die Pfeilspitze (Arrowhead) für die historischen und archäologischen Schutzgüter.
Während der ersten Präsidentschaft (2017–2021) von Donald Trump wurde der National Park Service systematisch zugrunde gewirtschaftet. Die Stelle des Direktors wurde in den vier Jahren Amtszeit nicht nachbesetzt. NPS wie auch der EPA wurde eine Nachrichtensperre auferlegt: sie durften nicht mehr über aktuelle Umwelt- und Naturschutzgefährdungen berichten. NPS Mitarbeiter gründeten daraufhin die anonyme Plattform Alt National Parc Service und berichteten fast täglich über Öl-Bohrungen, den sich verschärfenden Klimawandel, Stellkürzungen bei EPA und NPS und weiteren Themen. Der Gruppe folgten zeitweise 2,2 Millionen Menschen.
2020 wurde unter Präsident Trump mit dem Great American Outdoors Act eine gemeinsame Gesetzesinitiative aus beiden Parteien angenommen, durch die die Finanzierung des National Park Service auf eine neue Grundlage gestellt und der Rückstand an Unterhaltsmaßnahmen angegangen wurde. Für fünf Jahre werden jährlich 1,9 Mrd. USD bereitgestellt, um aufgeschobene Bau- und Renovierungsmaßnahmen in Gebieten des National Park Service zu finanzieren. Außerdem wurde der Land and Water Conservation Fund, der aus Mitteln des Office of Natural Resources Revenue gespeist wird, dauerhaft abgesichert, nachdem er zwar seit 1965 bestand aber immer wieder drohte, auszulaufen.

## Organisation

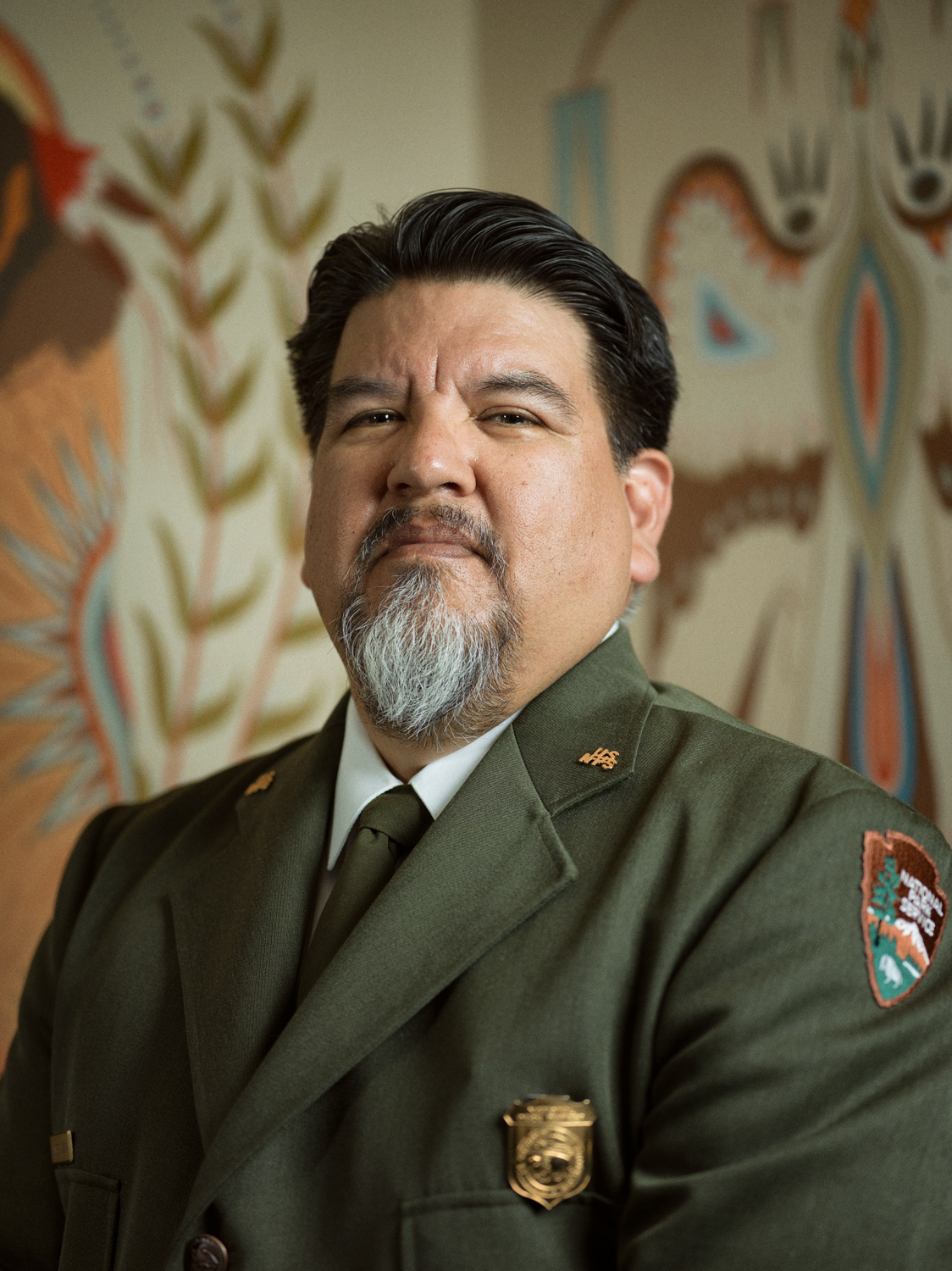
Charles F. Sams, Direktor des NPS 2021 bis 2025

Die Behördenleitung wird von einem NPS Director vorgenommen, der direkt vom US-Präsidenten ernannt wird. Gründungsdirektor war Stephen T. Mather (Amtszeit 1916–1929). Nachdem der von Barack Obama eingesetzte Direktor Jon Jarvis im Januar 2017 beim Amtsantritt von Donald Trump aus dem Amt schied, ließ Trump die Stelle dauerhaft unbesetzt. Von Dezember 2021 an war Charles F. Sams unter Joe Biden Direktor. Er ist Umatilla aus Oregon und war der erste Indianer in diesem Amt. Seit Januar 2025 ist Jessica Bowron Direktor.
Nahezu jeder Standort des NPS, jeweils eines der so genannten Units, hat ein Besucherzentrum mit Museum und hauptamtlichen Rangern. Große Einheiten, insbesondere die Nationalpark, haben einen eigenen wissenschaftlichen Dienst. Dabei handelt es sich um Biologen, Historiker, Paläontologen, Forstwissenschaftler, Geologen und Angehörige anderer Fachgebiete je nach Schwerpunkt des Gebietes. Thematisch und regional zusammenpassende kleinere Units teilen sich in der Regel das wissenschaftliche Personal.
In den großflächigen Schutzgebieten übt der National Park Service selbst die Polizeigewalt aus, in den meisten Gebieten geschieht dies durch Law Enforcement Ranger des jeweiligen Standorts. In Washington, D.C., den Gebieten des NPS in New York City und denen in und um San Francisco obliegt diese Funktion der United States Park Police, einer speziellen Bundespolizei innerhalb des NPS.
Der National Park Service hatte 2013 einen Haushalt von 2,609 Milliarden US-Dollar im Jahr, wobei seit 2009 erstmals Sondermittel aus dem Konjunkturprogramm American Recovery and Reinvestment Act zur Verfügung standen. Vorher war der Haushalt bei rund 2 Milliarden gedeckt, und es hatte seit Jahrzehnten kein Inflationsausgleich stattgefunden. Dafür waren neue Gebiete hinzugekommen, so dass der Dienst massiv sparen muss. Fachpersonal wird, insbesondere in der Besucherbetreuung, zunehmend durch ehrenamtliche Freiwillige ersetzt, die Instandhaltung von Infrastruktur wird vernachlässigt, die Eintrittsgelder der großen Schutzgebiete wurden von einem experimentellen Beginn im Jahr 1992 an stetig erhöht. Für das Haushaltsjahr 2014 gibt der National Park Service einen Rückstand bei der Instandhaltung von Infrastruktur von 11,5 Mrd. Dollar an, wobei die Rückstände stetig wachsen, nicht zuletzt weil seit 2009 kein Inflationsausgleich im Budget des NPS stattgefunden hat.

## Schutzgebietstypen
- Nationalparks
- National Monuments (Betreuung teilweise durch andere Behörden)
- National Preserve (Betreuung teilweise durch andere Behörden)
- National Historical Parks
- National Historic Sites
- National Seashores und Lakeshores
- National Memorial (Betreuung teilweise durch andere Behörden)
- National Battlefield
- National Cemetery (Betreuung teilweise durch andere Behörden)
- National Recreation Area (Betreuung teilweise durch andere Behörden)
- National River
- National Parkway
- National Historic Trail
- weitere zugeordnete Gebiete ohne eigenen Schutzstatus
- weitere Standorte mit abweichender Widmung, zum Beispiel das Weiße Haus und städtische Parkanlagen in Washington, D.C.

Außerdem betreut der National Park Service die Programme für National Historic Landmarks und National Natural Landmarks, sowie das National Register of Historic Places, das nationale Denkmalschutzregister der Vereinigten Staaten. Diese sind jedoch in der Regel nicht im Bundesbesitz.